# Васильевка (Бородулихинский район)
Васильевка (каз. Васильевка) — упразднённое село в Бородулихинском районе Восточно-Казахстанской области Казахстана. Входило в состав Бель-Агачского сельского округа. Ликвидировано в 2000-е годы.

## Население
По данным переписи 1999 года в селе отсутствовало постоянное население.